# Gueïda Fofana
Gueïda Fofana [ɡejda fɔfana] (* 16. Mai 1991 in Le Havre) ist ein ehemaliger französischer Fußballspieler, der unter anderem für Olympique Lyon im defensiven Mittelfeld im Einsatz war.

## Vereinskarriere

### Le Havre AC
Er begann das Fußballspielen bei Mont-Gaillard, wechselte aber schon bald zu Le Havre AC. Dort durchlief er sämtliche Jugendmannschaften. Sein Pflichtspieldebüt gab Fofana am 18. August 2009 bei der Auswärtsniederlage gegen den FC Tours. Er wurde in der 77. Minute eingewechselt. In der Spielzeit sicherte er sich einen Stammplatz im defensiven Mittelfeld. Sein erstes Tor erzielte er beim 1:0-Heimsieg gegen den AC Ajaccio am 27. November 2009.
In der Saison 2010/11 war er in der Ligue 2 einer der Leistungsträger seines Vereins. Er half manchmal in der Abwehr aus. Am Ende der Saison standen drei Tore und drei Torvorlagen zu Buche.

### Olympique Lyon
Starke Leistungen bei Le Havre und die Teilnahme bei der U-20 WM, brachten ihn schnell in den Fokus größerer Vereine. Zur Saison 2011/2012 wechselte er zum französischen Spitzenclub Olympique Lyon für eine Ablösesumme von 1,8 Mio. Euro und unterschrieb einen Vertrag bis Sommer 2015. Bei Lyon hatte er vor allem Kurzeinsätze, spielte aber auch UEFA Champions League.
In die Saison 2012/13 ging Fofana als unangefochtener Stammspieler bei Lyon. Da sich der Verein lediglich für die UEFA Europa League qualifizierte, kam er hier erstmals zum Einsatz. Am 4. Oktober 2012, im zweiten Gruppenspiel der Europa League gegen Hapoel Ironi Kirjat Schmona, erzielte Fofana zwei Tore und schoss seine Mannschaft zu einem 3:4-Sieg. Dies waren seine ersten Tore für Lyon, aber auch seine ersten Tore auf internationalem Paket auf Vereinsebene.
Am 18. Januar 2017 gab Fofanas Verein Lyon bekannt, dass er seine Karriere wegen anhaltender Verletzungsprobleme mit sofortiger Wirkung beenden werde.

## Nationalmannschaft
Fofana durchlief sämtliche Juniorennationalmannschaften von Frankreich und nahm an mehreren Jugendturnieren teil. Mit der U-19 gewann er 2010 die U-19-Fußball-Europameisterschaft.

## Spielweise
Fofana galt in der Defensive flexibel einsetzbar. Er bestach durch hohe athletische Fähigkeiten und kann hohe Zweikampfquoten aufweisen. Er ging robust in Zweikämpfe und war technisch beschlagen. Aufgrund seiner Größe galt er als kopfballschwach, macht dieses aber durch seine enorme Antizipationsfähigkeiten wett.

## Erfolge

### Verein
- Coupe de France: 2011/12

### Nationalmannschaft
U-19-Fußball-Europameisterschaft: 2010
U-20-Fußball-Weltmeisterschaft 2011: Vierter Platz